# Dioscorea elephantipes
Dioscorea elephantipes là một loài thực vật có hoa trong họ Dioscoreaceae. Loài này được (L'Hér.) Engl. mô tả khoa học đầu tiên năm 1908.